# William J. Mitchell
William John Mitchell (15 desembre 1944 – 11 juny 2010) fou un autor, educador, arquitecte i dissenyador urbà australià, Conegut per ser pioner en la integració del disseny arquitectònic amb la computació i altres tecnologies.
Va cursar els seus estudis arquitectònics a la Universitat de Melbourne i a Yale. És membre del Royal Australian Institute of Architects i de l'American Academy of Arts and Sciences.
És professor de la càtedra Alexander Dreyfoos d'Arquitectura i d'Arts i Ciències de la Comunicació a l'MIT, director del laboratori de disseny de l'MIT i director del grup d'investigació Smart Cities del Laboratori de Mitjans de Comunicació de l'MIT. Les seves investigacions se centren en noves estratègies per a la producció i el disseny arquitectònics, els mitjans de comunicació digitals, i les ciutats en l'era de les grans xarxes digitals.
Entre les seves publicacions cal esmentar: Imagining MIT: Designing a Campus for the 21st Century (2007), Placing Words: Symbols, Space, and the City (2005), City of Bits: Space, Place, and the Infobahn (1995) i The Reconfigured Eye: Visual Truth in the Post-Photographic Era (1992), totes les quals han estat editades per MIT Press. Ha estat columnista habitual del Royal Institute of British Architects Journal i la revista Building Design, de Londres.
Del 1992 al 2003 va ser degà de la Facultat d'Arquitectura i Planificació de l'MIT, i va assessorar en matèria arquitectònica el president de l'MIT en la seva recent i important campanya de construcció. Anteriorment havia ocupat alguns càrrecs acadèmics a la Universitat de Califòrnia a Los Angeles (UCLA), on va dirigir el Programa d'Arquitectura / Disseny Urbà, a Cambridge i a la Graduate School of Design de Harvard.